# Otto Bartning
Otto Bartning (Karlsruhe, 12 april 1883 - Darmstadt, 20 februari 1959) was een Duits architect.
Bartning genoot zijn opleiding aan de Königliche Technische Hochschule in Berlijn (de voorloper van de huidige Technische Universiteit van Berlijn). Samen met Walter Gropius was hij in 1918 betrokken bij de oprichting van Bauhaus in Weimar en na het vertrek van Bauhaus naar Dessau in 1933, werd hij directeur van de Bauhochschule in Weimar. Bartning was ook betrokken in de Berlijnse architectenvereniging Der Ring (1926-1933). In deze tijd ontwierp hij o.a. een flatgebouw in de Berlijnse buurt Großsiedlung Siemensstadt, in de wijk Berlin-Charlottenburg-Nord. Deze wijk is, samen met 5 andere modernistische woonwijken in Berlijn, door de UNESCO in juli 2008 tot wereldcultuurerfgoed verklaard.
Na de Tweede Wereldoorlog werd hij vooral bekend vanwege zijn ontwerp voor ruim 40, rond 1951 gebouwde, evangelisch-lutherse noodkerkgebouwen. Voor het benodigde hout was subsidie van protestantse kerkfondsen verkregen vanuit o.a. Denemarken, Zweden en de Verenigde Staten. Van deze Bartning-Notkirchen, die bedoeld waren om slechts enkele tientallen jaren te blijven staan, staan er nog enige tientallen overeind, hoewel een aantal exemplaren ingrijpend werden verbouwd of uitgebreid. Vele van de Bartning-Notkirchen staan in Duitsland onder monumentenzorg.

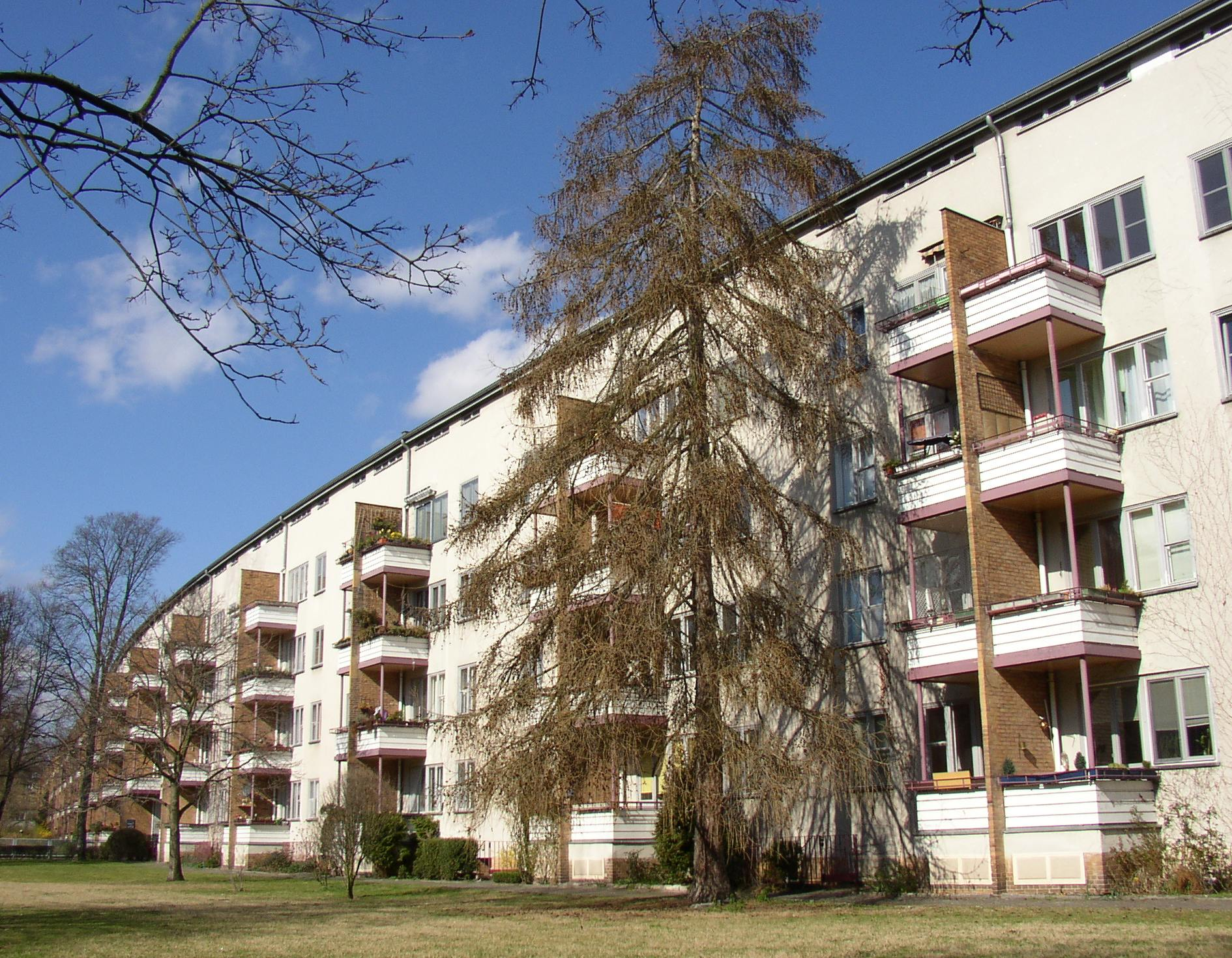
Berlijn, Großsiedlung Siemensstadt, langgerekt flatgebouw met de bijnaam „Langer Jammer“, ontwerp Otto Bartning
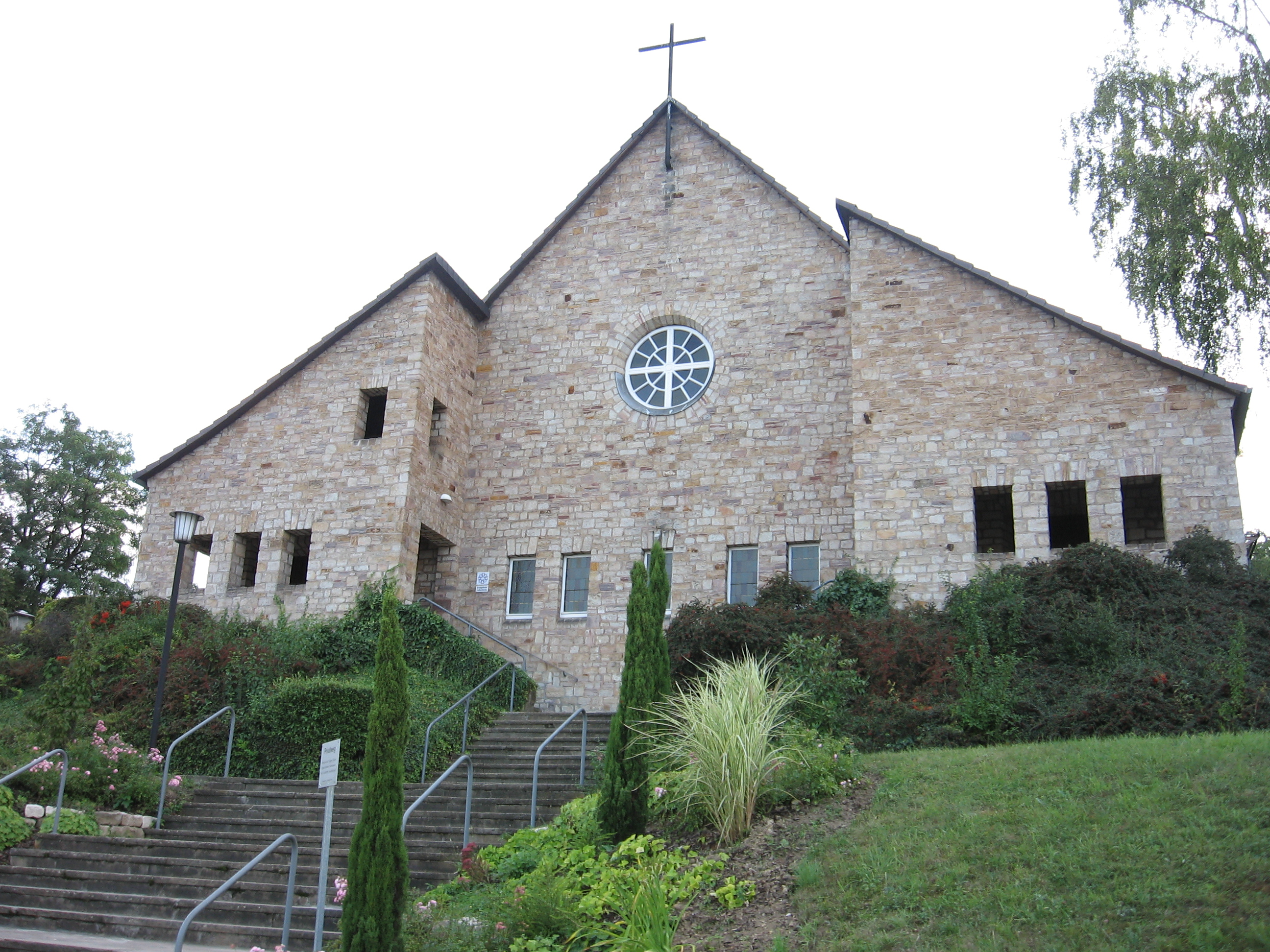
Lutherkerk in Mainz
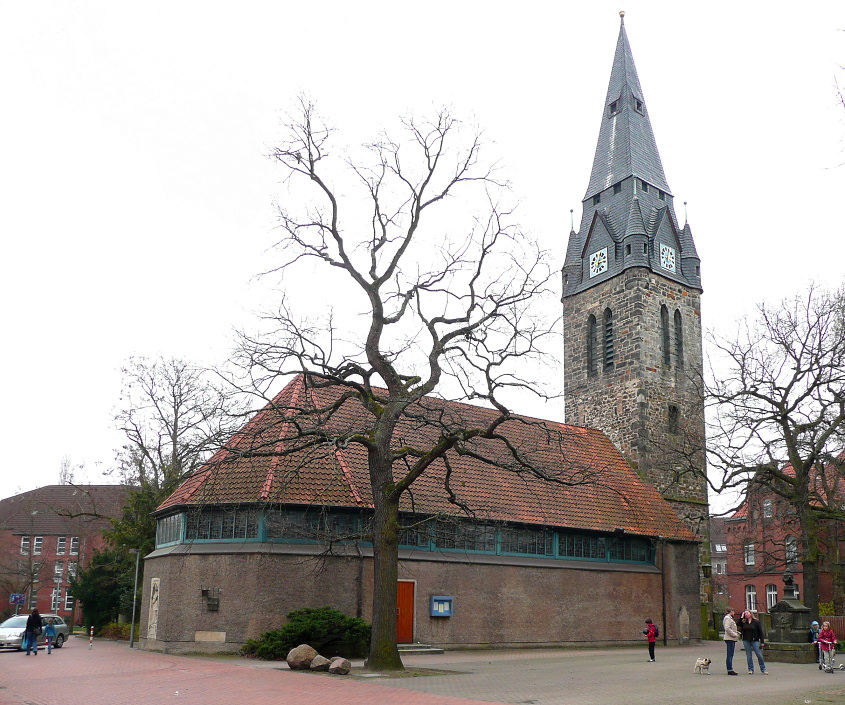
St.-Pieterskerk Hannover-Döhren
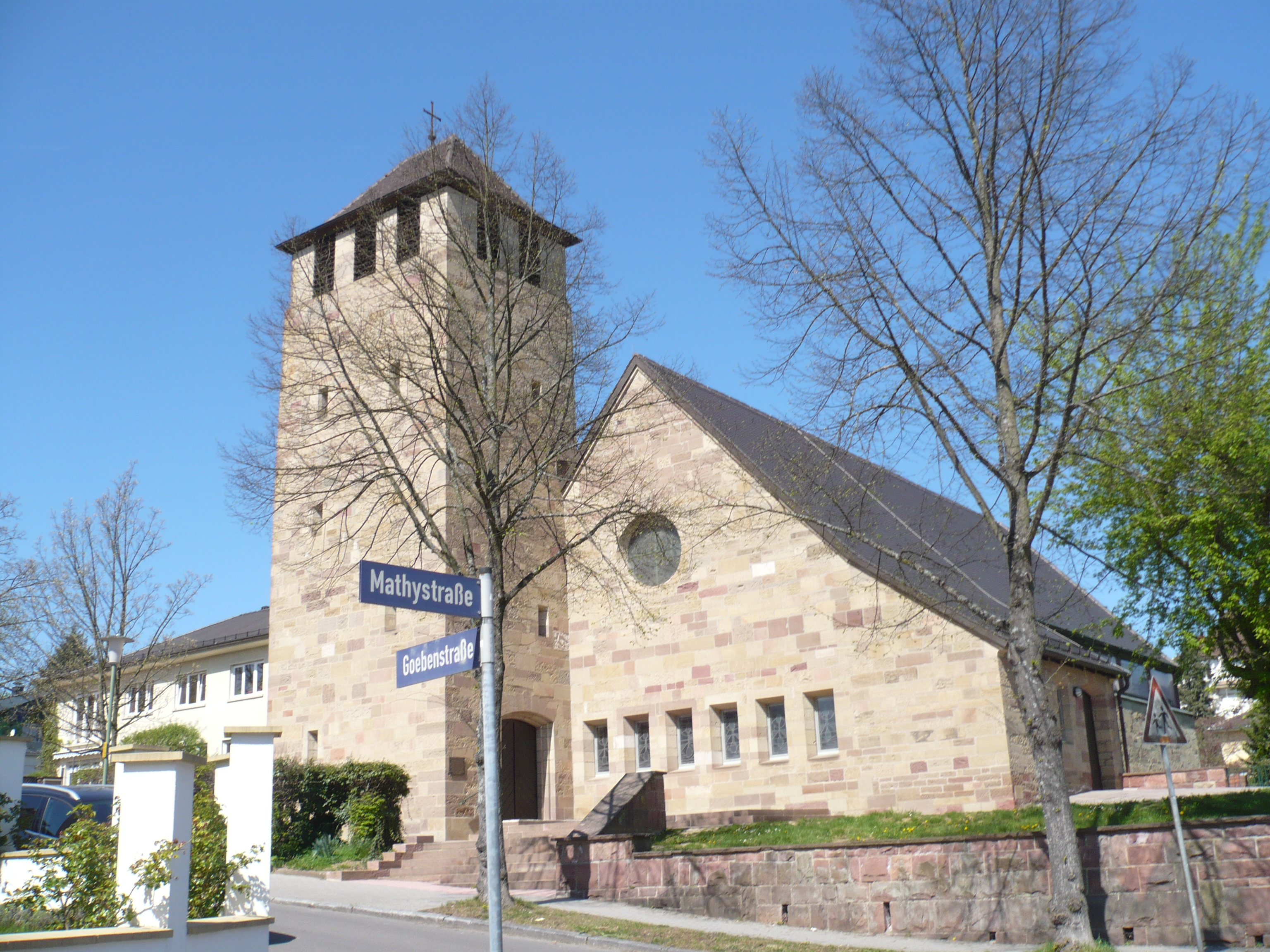
Auferstehungskirche, (Opstandingskerk) Pforzheim
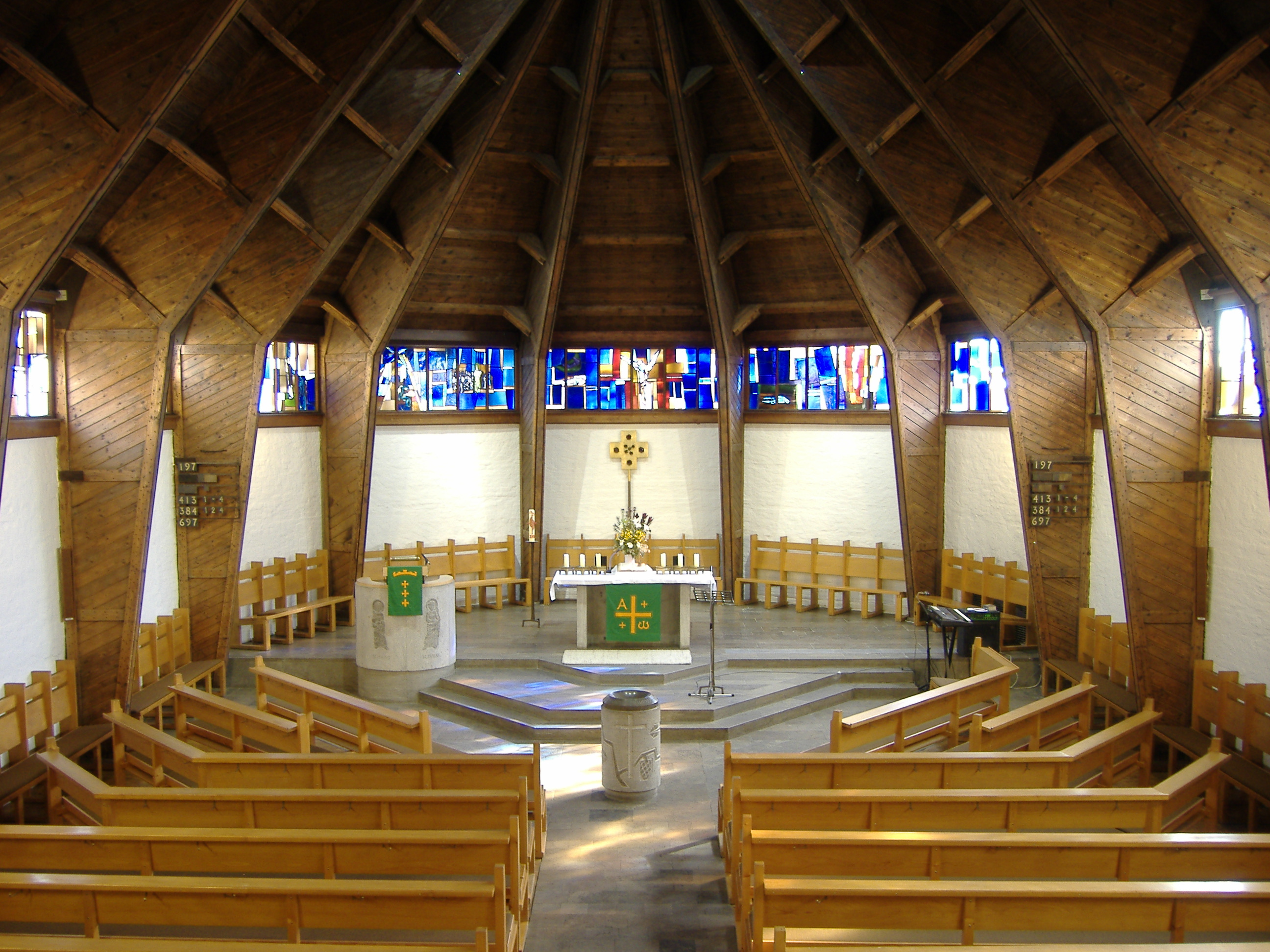
Martin-Lutherkerk Würzburg
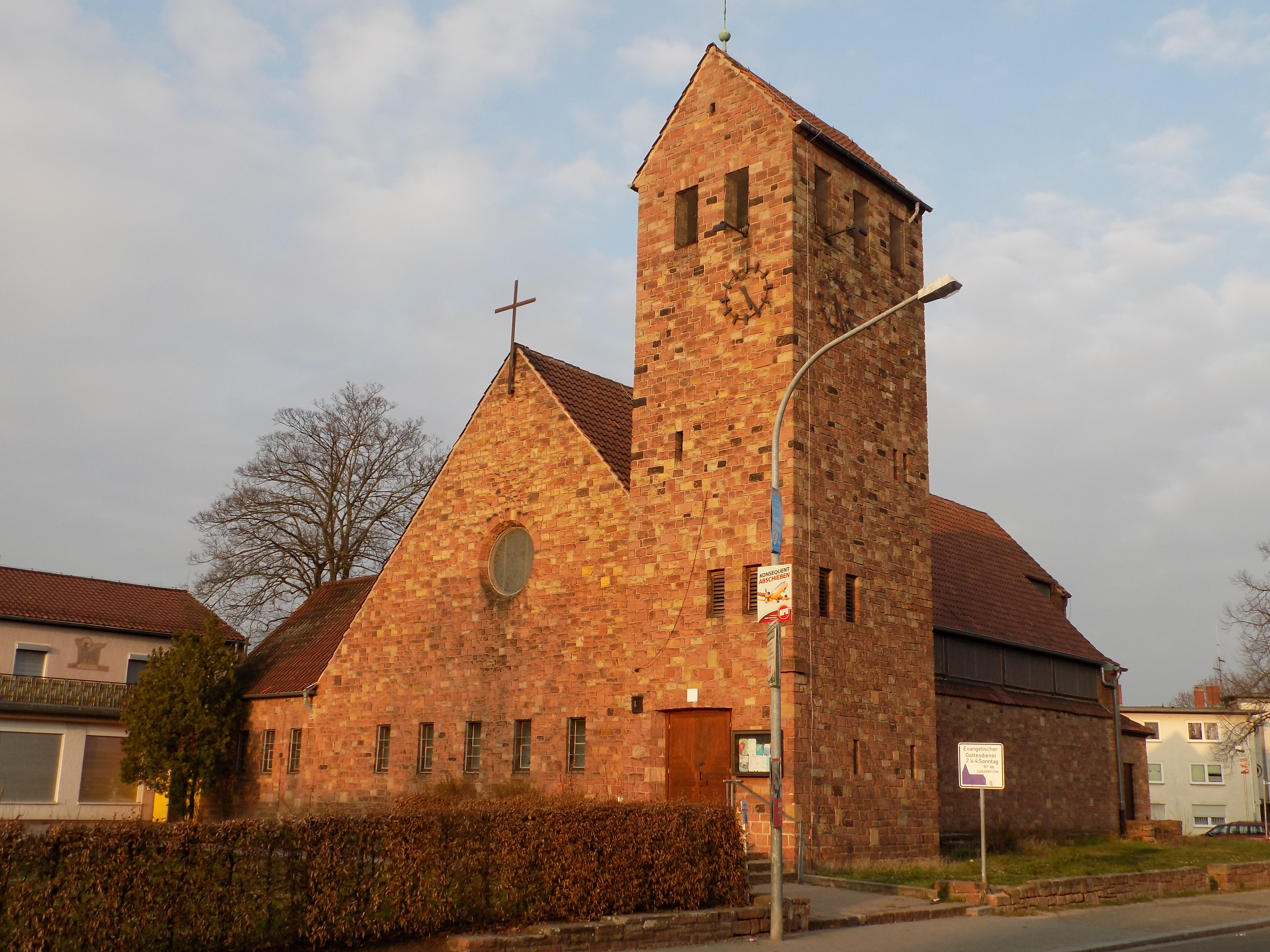
Lucaskerk in Worms

Een tweede reeks kleine kerken en kapellen van Bartnings ontwerp, de tussen 1949 en 1953 gebouwde zgn.  Gemeindezentren en Diaspora-Kapellen, waren bedoeld voor evangelisch-lutherse Heimatvertriebene die in overwegend katholieke dorpen en stadjes werden gehuisvest.

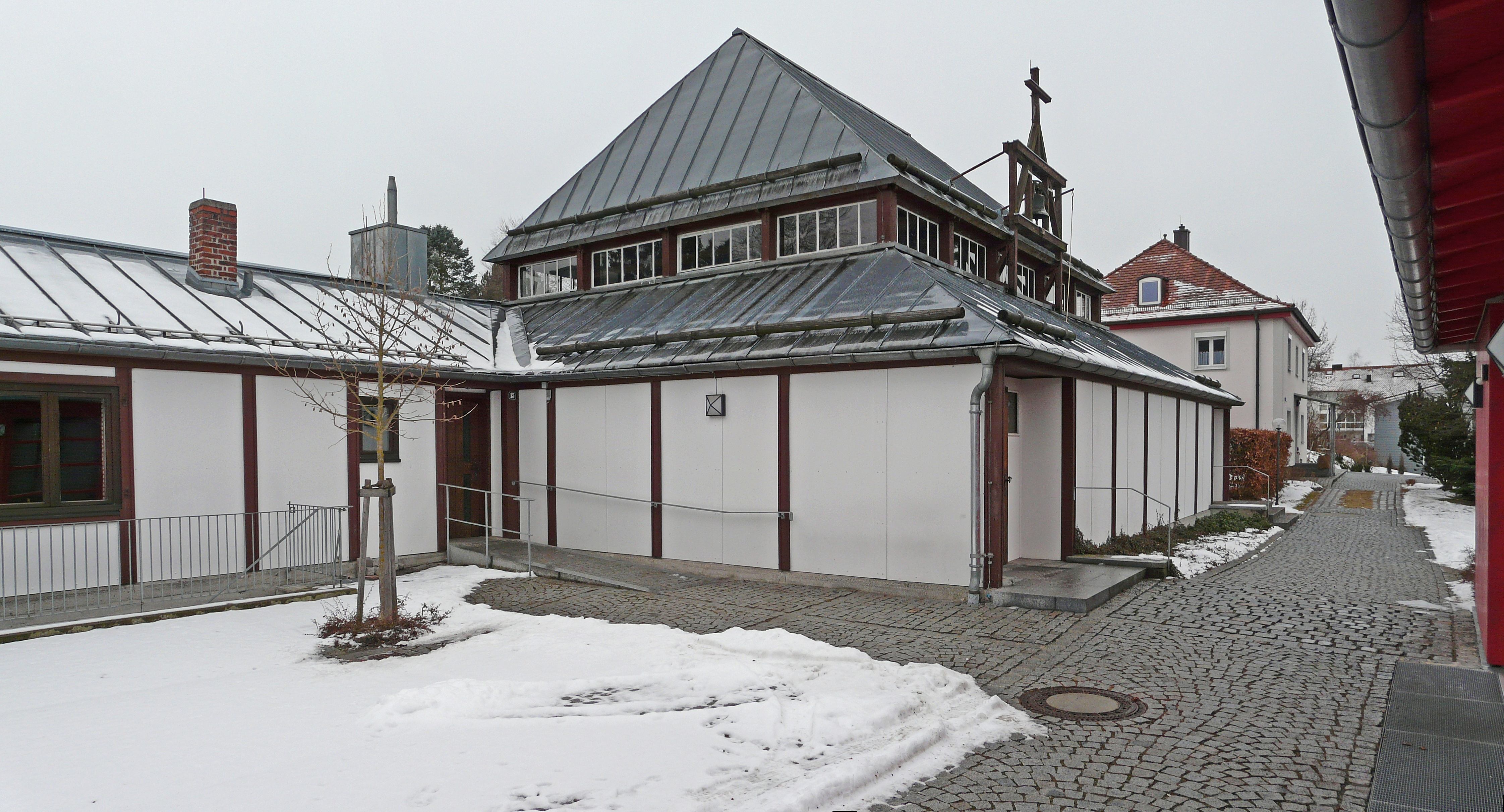
Het Gemeindezentrum in Viechtach (Beierse Woud) exterieur
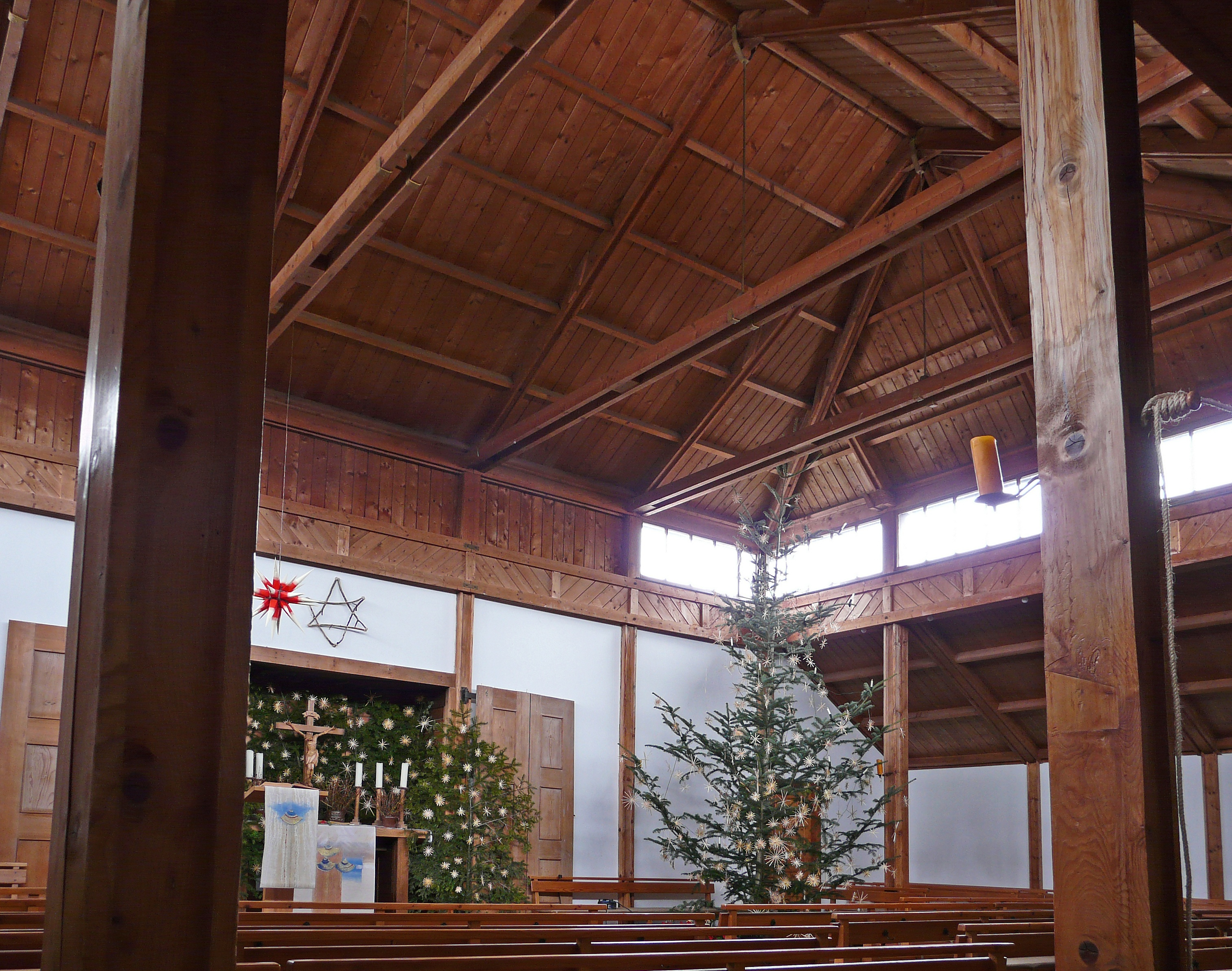
Idem, interieur, met altaar-nis
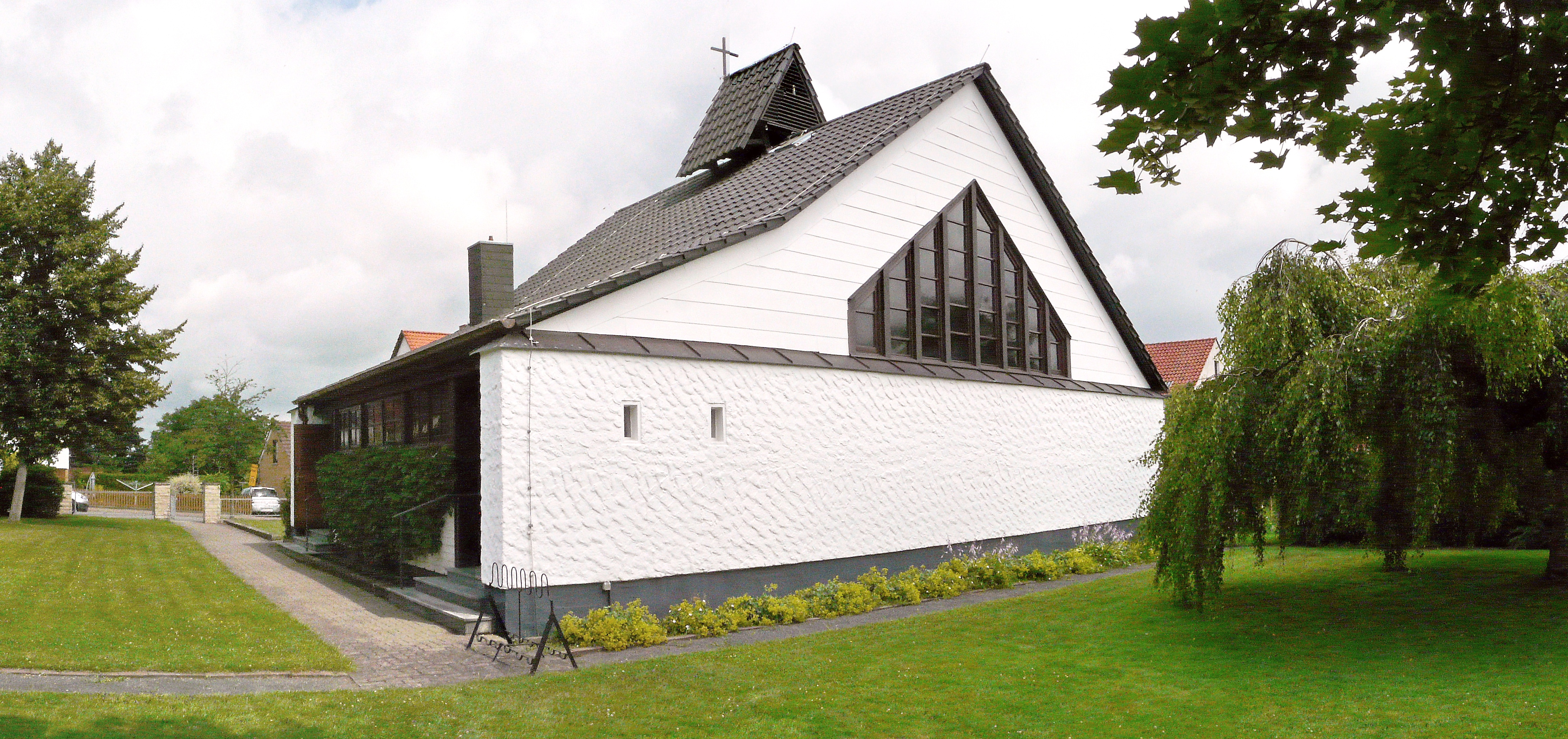
Diasporakapelle: de Pauluskirche te Bilshausen
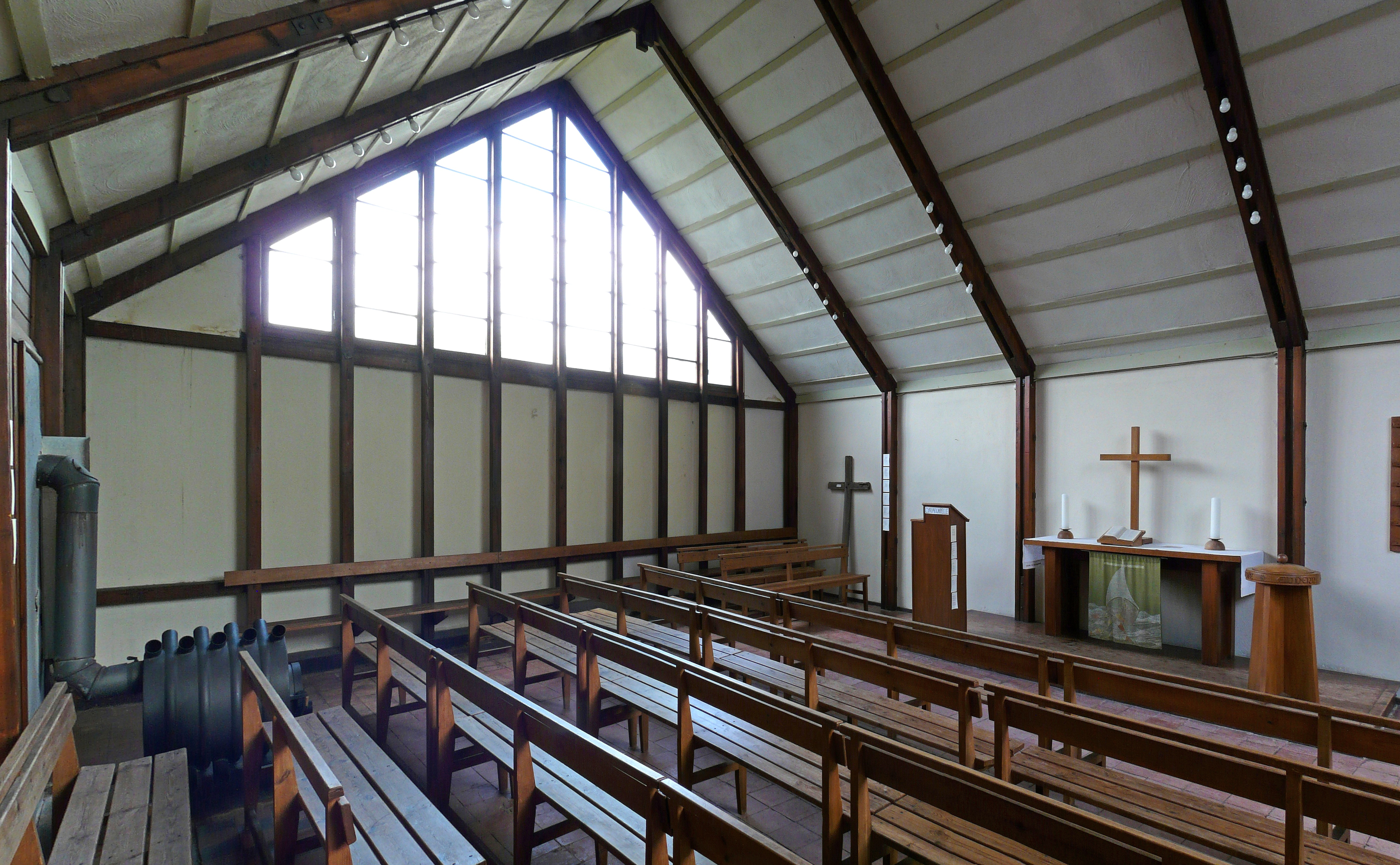
Interieur van de Cyriacus-kapel te Erfurt
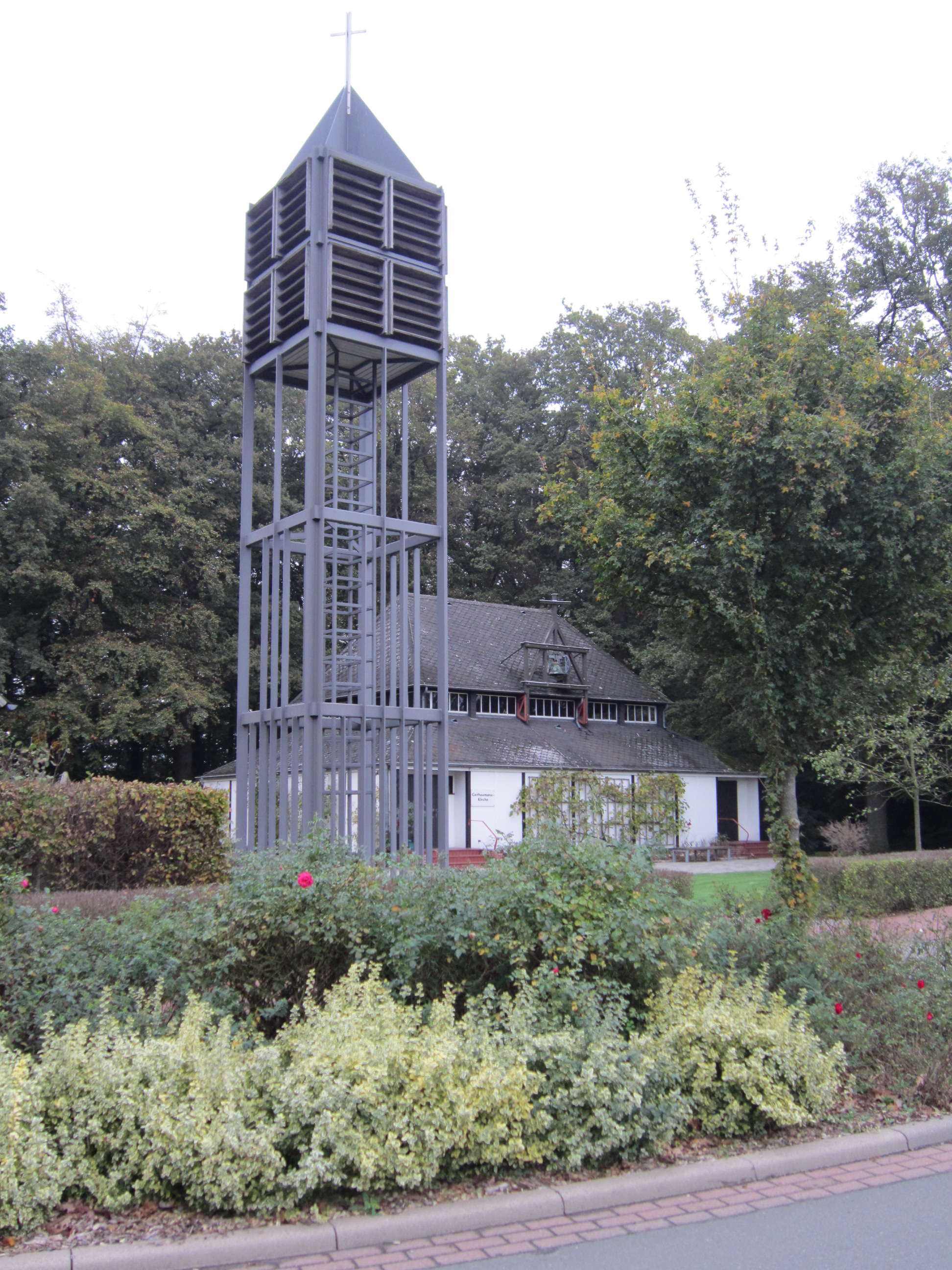
Gethsemane-Kirche Bakum
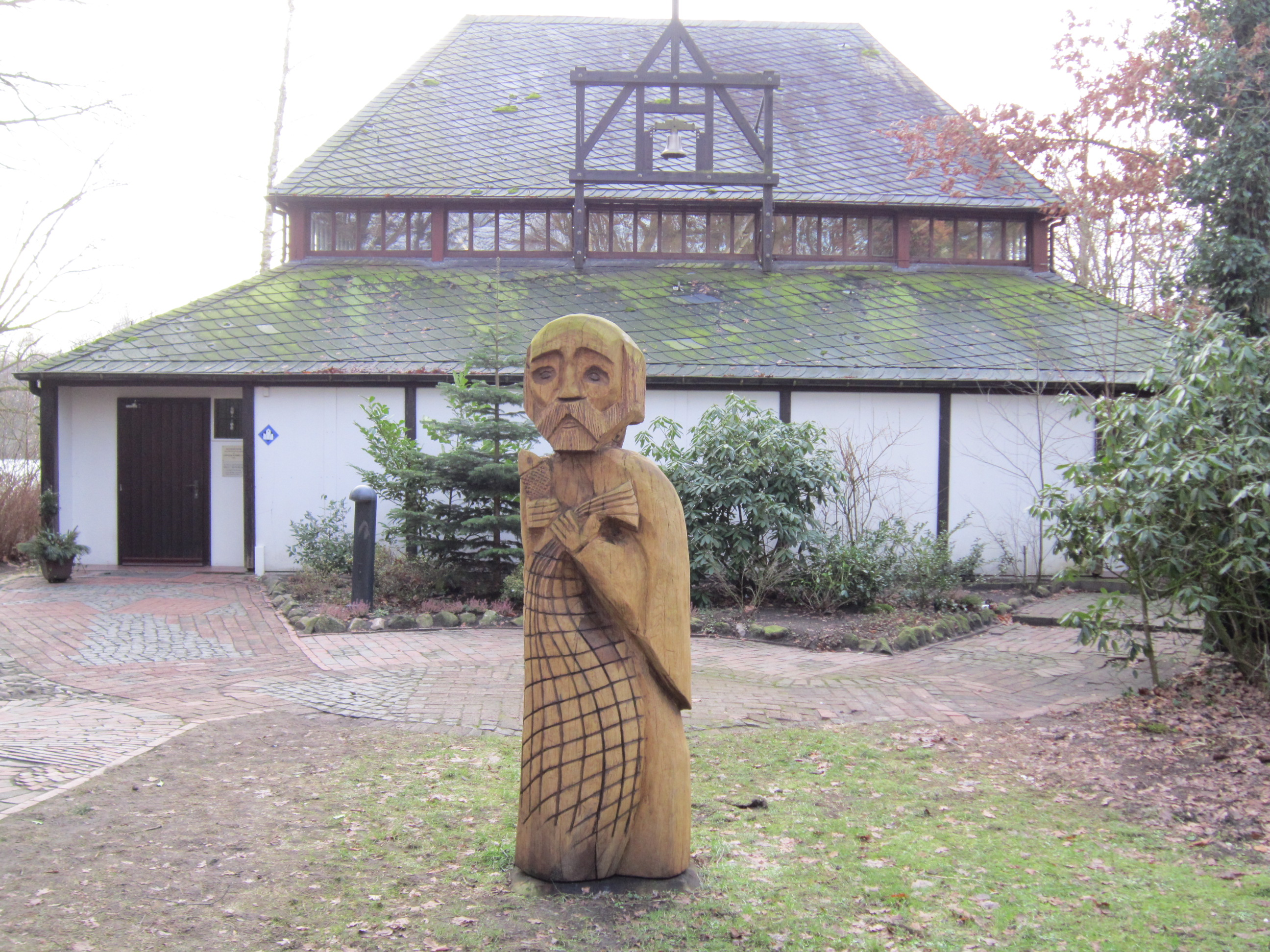
St. Pieterskapel bij de Ahlhorner Fischteiche , Ahlhorn
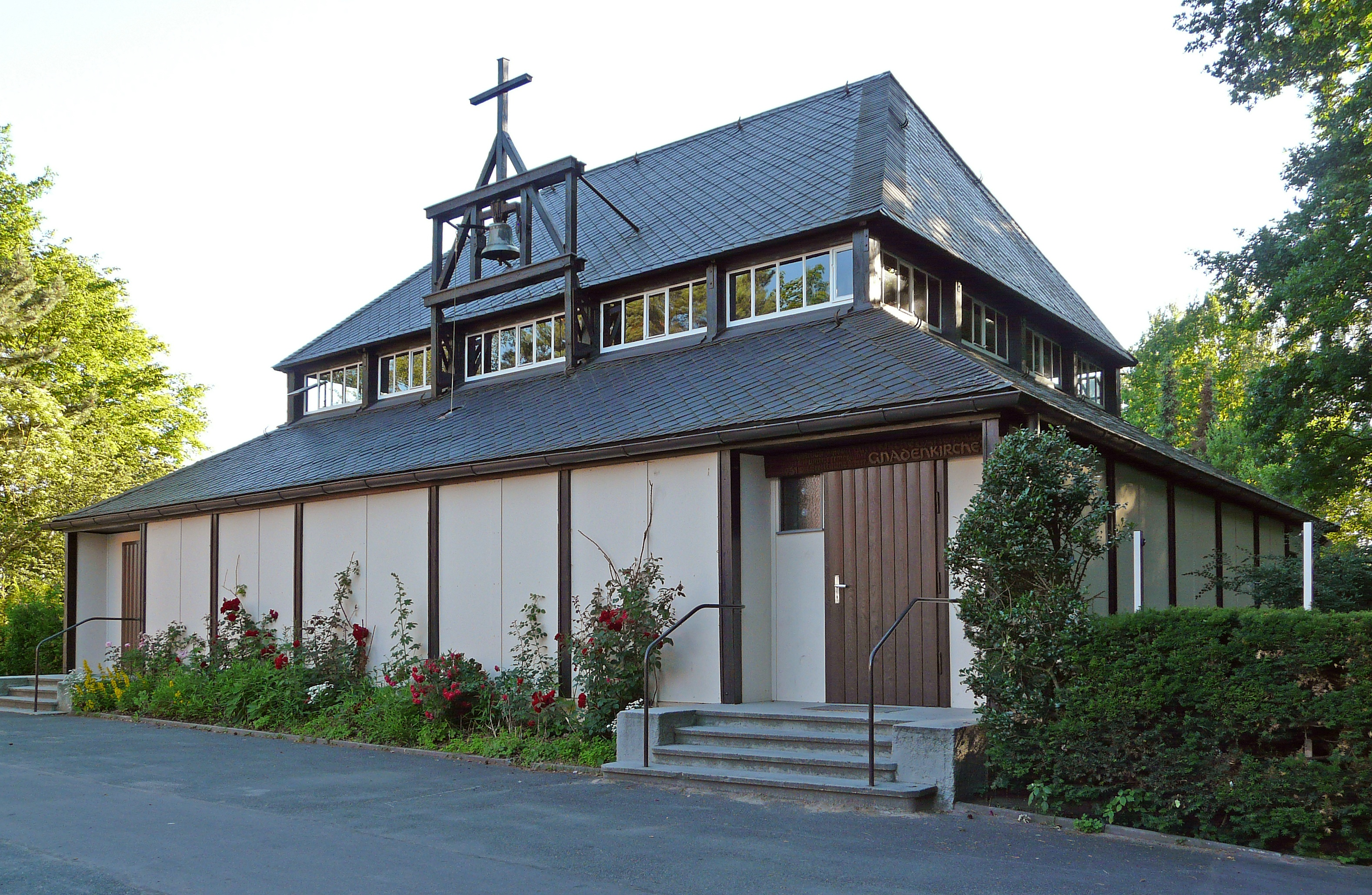
Gemeindezentrum: Gnadenkirche Neurenberg-Schafhof